# Diana Gandega
Diana Leo Gandéga („Diddy“, „D.dy“, „Blue Hair“; geb. 2. Juni 1983 in Paris) ist eine ehemalige französische Basketballspielerin. Sie hat senegalesisch-malische Wurzeln und spielte für die malische Basketballnationalmannschaft der Damen bei den Olympischen Sommerspielen 2008 in Peking.

## Leben
Als fünfte von sechs Geschwistern wuchs sie im 18. Arrondissement von Paris auf und entdeckte Basketball auf den Plätzen an der Porte de Clignancourt.
Als Tochter einer senegalesischen Mutter und eines malischen Vaters begann sie bei Streetball-Turnieren zu spielen. Als Mitglied der malischen Nationalmannschaft nahm sie an den Olympischen Sommerspielen 2008 (15 Punkte in 5 Spielen, darunter 8 Punkte bei der 4-Punkte-Niederlage gegen Neuseeland) und der Basketball-Weltmeisterschaft der Damen 2010 teil.
Ihre jüngere Schwester Touty Gandega ist eine professionelle Basketballspielerin in Frankreich. Diana wurde in Aubervilliers ausgebildet und stieg bis zur Nationale 2 auf. Mit 22 Jahren, mit einem Abitur +5 in Marketing und Kommunikation, ging sie nach Chalon-sur-Saône (N2) und dann nach Straßburg (N1). Im Juni 2013 schloss sie sich Entente Le Chesnay Versailles 78 Basket an, welche Platz N1 erreichte.
Sie ist Teil des Clubs Peace and Sport (Champions for Peace) mit mehr als einhundert Spitzensportlern, die sich für die Bewegung „Frieden durch Sport“ engagieren.
Seit 2016 ist sie Mutter eines Kindes, spielte anschließend als Amateurin für Franconville (NF2) und arbeitete als General Managerin im Basketball-Departementskomitee des Departements Val-d’Oise.